# Cratere Bragg
Bragg è un cratere lunare di 77,21 km situato nella parte nord-orientale della faccia nascosta della Luna.
Il cratere è dedicato al fisico britannico William Henry Bragg, premio Nobel per la fisica 1915.

## Crateri correlati
Alcuni crateri minori situati in prossimità di Bragg sono convenzionalmente identificati, sulle mappe lunari, attraverso una lettera associata al nome.
| Bragg | Coordinate             | Diametro (in km) |
| ----- | ---------------------- | ---------------- |
| H     | 41°28′12″N 101°21′00″W | 36,61            |
| M     | 38°52′12″N 102°46′12″W | 44,32            |
| P     | 39°45′00″N 104°45′36″W | 28,95            |